# Émile Papot
Émile Henri Papot, né le 19 août 1885 à Sepvret et mort le 16 avril 1986 à Montgeron, est un athlète français spécialiste du saut en hauteur et du saut en longueur.

## Carrière
Émile Papot évolue au SA Montrouge en 1904 puis au Stade français en 1905. Après avoir terminé quatrième du concours de saut en longueur des Championnats de France d'athlétisme 1904 à Paris, il est sacré champion de France du saut en hauteur en 1905 à Paris et en 1906 à Saint-Cloud.
Il dispute les Jeux olympiques intercalaires de 1906 à Athènes, sans obtenir de médaille en saut en hauteur. Il est le dernier survivant de ces Jeux.